# Partido Liberal (Chili, 1998-2002)
De Partido Liberal (Nederlands: Liberale Partij) was een Chileense politieke partij die van 1998 tot 2002 bestond.

## Geschiedenis
De partij werd op 16 december 1998 opgericht en geregistreerd. De partij streefde naar vernieuwing van de samenleving en was gekant tegen zowel de linkse als de rechtse partijen die Chili domineerden sinds het herstel van de democratie in 1990. De oprichters van de PL waren afkomstig uit de Partido Alianza de Centro (PAC), een progressief-liberale partij die in 1992 was ontstaan.
In 1999 besloot de PL, die toen onder leiding stond van Adolfo Ballas, de kandidatuur voor het presidentschap van de centrumlinkse Ricardo Lagos te steunen, terwijl een dissidente factie de Movimiento Liberal Democrático (Liberaal-Democratische Beweging) vormde die de presidentskandidaat van centrumrechts, Joaquín Lavín, steunde.
Het uitblijven van electorale successen leidde ertoe dat de partij in 1999 een nieuwe procedure startte bij de kiesraad om opnieuw geregistreerd te worden. Op 19 maart 2000 werd de partij voor de tweede maal opgenomen in het kiesregister. In datzelfde jaar werd Armando Jaramillo Lyon gekozen tot partijleider. In aanloop naar de gemeenteraadsverkiezingen van 2000 sloot de PL zich aan bij de verkiezingsalliantie Concertación. Het resultaat bij die verkiezingen was zeer mager: slechts één raadslid werd namens de PL gekozen. Aan de parlementsverkiezingen van 2001 nam de partij deel met een eigen lijst, maar slaagde er niet in om een zetel te bemachtigen in het Nationaal Congres van Chili.
Omdat de partij zulke slechte resultaten boekte dreigde de licentie van de PL te vervallen. Om dit te voorkomen werd een fusie voorgesteld met de Unión de Centro Centro (Unie van het Centristische Centrum), maar in maart 2002 werden de onderhandelingen voor een samengaan van de beide partijen afgebroken nadat bleek dat er binnen de PL onvoldoende draagkracht bleek te zijn voor zo'n fusie. Als gevolg hiervan verliep de licentie van de PL bij de kiesraad op 3 mei 2002 en kwam er derhalve een einde aan het bestaan van de partij en de meeste van haar militanten zijn uiteindelijk toegetreden tot de gelederen van de Partij voor Democratie (PPD).
In 2003 werd door oud-partijleden nog de Partido Alianza Regionalista Liberal (Regionalistische Liberale Alliantiepartij) opgericht, maar die slaagde er niet in om geregistreerd te worden bij de kiesraad en werd nog datzelfde jaar ontbonden.

## Partijleiders
- Adolfo Ballas - 1998-2000
- Armando Jaramillo Lyon - 2000-2002

## Verkiezingsresultaten
| Jaar | Aantal afgevaardigden (totaal aantal zetels tussen haakjes) | Aantal senatoren (totaal aantal zetels tussen haakjes) |
| ---- | ----------------------------------------------------------- | ------------------------------------------------------ |
| 2001 | 0 (120)                                                     | 0 (38)                                                 |